# Jamie Robba
Jamie Robba (Gibilterra, 26 ottobre 1991) è un ex calciatore gibilterriano, di ruolo portiere.

## Carriera

### Club
Nell'estate del 2014 gioca con il College Europa la partita di ritorno del primo turno di Europa League contro l'FC Vaduz.

### Nazionale
Esordisce con la Nazionale di Gibilterra il 4 giugno 2014 nell'amichevole vinta per 1-0 contro Malta, dopo altre 4 presenze non ufficiali risalenti al 2011. Nell'ottobre dello stesso anno fa il suo esordio in casa nelle qualificazioni al campionato europeo 2016 contro la Georgia, partita terminata 0-3.

## Palmarès

### Club

#### Competizioni nazionali
- Gibraltar Premier Division:   4

Lincoln Red Imps: 2008, 2009, 2010, 2011
- Rock Cup: 4
- Lincoln Red Imps: 2008, 2009, 2010, 2011
- Pepe Reyes Cup:   4

Lincoln Red Imps: 2008, 2009, 2010, 2011

## Statistiche

### Cronologia presenze e reti in Nazionale
| Cronologia completa delle presenze e delle reti in nazionale ― Gibilterra | Cronologia completa delle presenze e delle reti in nazionale ― Gibilterra | Cronologia completa delle presenze e delle reti in nazionale ― Gibilterra | Cronologia completa delle presenze e delle reti in nazionale ― Gibilterra | Cronologia completa delle presenze e delle reti in nazionale ― Gibilterra | Cronologia completa delle presenze e delle reti in nazionale ― Gibilterra | Cronologia completa delle presenze e delle reti in nazionale ― Gibilterra | Cronologia completa delle presenze e delle reti in nazionale ― Gibilterra |
| Data                                                                      | Città                                                                     | In casa                                                                   | Risultato                                                                 | Ospiti                                                                    | Competizione                                                              | Reti                                                                      | Note                                                                      |
| ------------------------------------------------------------------------- | ------------------------------------------------------------------------- | ------------------------------------------------------------------------- | ------------------------------------------------------------------------- | ------------------------------------------------------------------------- | ------------------------------------------------------------------------- | ------------------------------------------------------------------------- | ------------------------------------------------------------------------- |
| 26-6-2014                                                                 | Faro                                                                      | Gibilterra                                                                | 1 – 0                                                                     | Malta                                                                     | Amichevole                                                                | -                                                                         | 83’                                                                       |
| 11-10-2014                                                                | Dublino                                                                   | Irlanda                                                                   | 7 – 0                                                                     | Gibilterra                                                                | Qual. Euro 2016                                                           | -                                                                         | 60’                                                                       |
| 14-10-2014                                                                | Faro                                                                      | Gibilterra                                                                | 0 – 3                                                                     | Georgia                                                                   | Qual. Euro 2016                                                           | -3                                                                        |                                                                           |
| 14-11-2014                                                                | Norimberga                                                                | Germania                                                                  | 4 – 0                                                                     | Gibilterra                                                                | Qual. Euro 2016                                                           | -4                                                                        |                                                                           |
| 29-3-2015                                                                 | Glasgow                                                                   | Scozia                                                                    | 6 – 1                                                                     | Gibilterra                                                                | Qual. Euro 2016                                                           | -6                                                                        |                                                                           |
| 7-6-2015                                                                  | Varaždin                                                                  | Croazia                                                                   | 4 – 0                                                                     | Gibilterra                                                                | Amichevole                                                                | -2                                                                        | 46’                                                                       |
| 11-10-2015                                                                | Loulé                                                                     | Gibilterra                                                                | 0 – 6                                                                     | Scozia                                                                    | Qual. Euro 2016                                                           | -6                                                                        |                                                                           |
| 1-9-2016                                                                  | Porto                                                                     | Portogallo                                                                | 5 – 0                                                                     | Gibilterra                                                                | Amichevole                                                                | -4                                                                        | 46’                                                                       |
| Totale                                                                    |                                                                           | Presenze                                                                  | 8                                                                         |                                                                           | Reti                                                                      | -25                                                                       |                                                                           |